# Mirin (Heiliger)
Mirin (auch: Merinus, Merin) war ein später heiliggesprochener irischer Mönch und Missionar des 6./7. Jahrhunderts. Bevor er zur Missionierung nach Schottland übersiedelte war er Prior von Bangor Abbey.
Mirin stammte aus Irland, kam aber, ähnlich wie andere irische Geistliche (z. B. Columban von Iona), infolge der engen kirchlichen Bindungen der Insel zu Schottland, nach Schottland, wo er Anfang des 7. Jahrhunderts das Kloster Paisley gründete. Dort starb er (um 620?), woraufhin sich der Ort zu einem Wallfahrtsort entwickelte.
Festtag des Heiligen ist der 15. September. Mirin ist unter anderem Patron des römisch-katholischen Bistums Paisley.